# Sache
Sache ist ein auch im Gerichtswesen und in der Philosophie benutzter Begriff, der in seiner ältesten Bedeutung aus der germanischen Rechtssprache eine Streitigkeit mit einem Widersacher bezeichnete. Später wurde auch die Quelle, das Wesen, der Grund eines Streits oder der gerichtlichen Verfolgung als Sache bezeichnet, ebenso der Tatbestand, das Vergehen oder die Schuld. In weiterer Entwicklung ist Sache auch etwas, das jemand zu vertreten, zu vollbringen, zu tun hat, sein Auftrag, seine Aufgabe, seine Pflicht.

## Etymologie
Das Wort Sache stammt aus althochdeutsch sahha  („Verfolgung, Streit, Krieg, Prozess, Rechtsstreit“), erstmals im Jahre 765 erwähnt. Später entwickelte sich hieraus mittelhochdeutsch sache („Ding, Sache, Ursache, Fall, Angelegenheit, Streitsache, Rechtshandel“). Ursprünglich stammt das Wort aus dem gotischen sakan, sôk, sakans („Streiten“).

## Gerichtswesen und Recht
Die Wortbedeutung „Grund eines Streites“ wird schließlich ausgedehnt: Das Wort wird ein Begriff für jeden Sachverhalt, der Anlass zu irgendeiner Verhandlung oder Erörterung bietet und der Gegenstand eines Streites ist oder werden könnte. Sache wird daher heute ähnlich verwendet wie die Begriffe Gegenstand und Objekt sowie Ding – das ursprünglich „Gericht“ bedeutete (Thing).
Durch seine gotische Abstammung („Streit“) kommt der Begriff noch heute im Gerichtswesen häufig oft in Form des Kompositums vor. Die Hauptverhandlung beginnt mit dem „Aufruf der Sache“, Feriensachen waren Gerichtssachen, die auch während der Gerichtsferien verhandelt wurden. Das Hauptsacheverfahren ist im Zivilprozess das eigentliche Klageverfahren. Zu den wichtigsten Maximen der Rechtsprechung gehört die Sachverhaltsaufklärung. Gerichten obliegt hierbei die Pflicht, den ihnen zur Entscheidung unterbreiteten Sachverhalt auszuschöpfen und sämtlichen Unklarheiten, Zweifeln oder Widersprüchen von Amts wegen nachzugehen. Dabei sind gerichtsrelevante Tatsachen als sinnlich wahrnehmbare Vorgänge oder Zustände zu berücksichtigen. Die Gerichtssache (lateinisch „causa forensis iudicialis“) ist heute der Prozessgegenstand. Das Gerichtsverfassungsgesetz (GVG) erwähnt den Begriff „Sache“ häufig, etwa in dem es verlangt, dass „während der Rechtshängigkeit die Sache von keiner Partei anderweitig anhängig gemacht werden kann“ (§ 17 GVG). Bei den Gerichten sind die Fachgebiete insbesondere nach Zivilsache oder Strafsache aufgeteilt (etwa §§ 119, § 120 GVG bei Oberlandesgerichten), je nachdem, ob es um Zivilrecht oder Strafrecht geht. Zu den Zivilsachen gehören die bürgerlichen Rechtsstreitigkeiten, die Familiensachen und die Angelegenheiten der freiwilligen Gerichtsbarkeit (§ 13 GVG).
Die alte rechtliche Bedeutung der Sache spiegelt sich insbesondere in vielen juristischen Begriffen. Noch im preußischen Landrecht war eine Sache im engeren Sinne was entweder von Natur, oder durch die Übereinkunft der Menschen, eine Selbstständigkeit hat, vermöge deren es der Gegenstand eines dauernden Rechtes seyn kann. Sache als Rechtsbegriff kennzeichnet heute im deutschen Recht einen körperlichen Gegenstand (§ 90 BGB). Der Sachwalter ist ein (Rechts-)Anwalt oder Verteidiger. Heute regelt in Deutschland das Sachenrecht als Teil des Zivilrechts und Bürgerlichen Gesetzbuches die Beherrschung der Sachgüter. Das Recht der öffentlichen Sachen gehört zum allgemeinen Verwaltungsrecht. Es hat nicht spezielle Sachen, sondern Nutzungsmöglichkeiten bzw. einen speziellen Status zum Gegenstand.

## Philosophie
Antisthenes verstand unter λόγος (Logos) den Begriff als Summe der Merkmale einer Sache, und jede Sache habe ihre eigentümliche Bezeichnung.
In der deutschsprachigen philosophischen Literatur des 17. und 18. Jahrhunderts tritt Sache an die Stelle des Res in der lateinischen philosophischen Literatur der Frühen Neuzeit.
„Sache“ umfasst dabei nicht nur „Dinge“, sondern „beliebige Sachverhalte“.
Dem Philosophen Friedrich Köppen zufolge gilt die Sache als ein dienendes Mittel, um philosophisches Wissen zu erwerben. Die Sache ist das Objekt einer Anschauung. Nach Karl Ludwig Michelet ist die Sache (griech. Πράγμα, pragma) die Totalität ihrer Eigenschaften.
Spezifische Bedeutungen erhält der Ausdruck unter anderem auch bei Kant und Edmund Husserl:
„Sache“ im Sinne von Kant
Kant verwendet den Ausdruck „Sache“ für einen Gegenbegriff zum Begriff Person. Im Gegensatz zur Person sei die (bloße) Sache ein Ding, das keiner Zurechnung fähig ist. Das führt zur Forderung, Personen nicht als Sachen, sondern immer auch als Zweck an sich zu betrachten.
„Sache“ im Sinne der Phänomenologie
Edmund Husserl fordert im Rahmen seiner Phänomenologie, dass man die Sachen selbst analysieren müsse. Diese sieht er für das intentionale Bewusstsein „im Wie ihrer Gegebenheit [als] evident erfahrbar“ an.

## sachlichundSachlichkeit
Das Adjektiv sachlich und die Sachlichkeit als positiv besetzte, zur Sache gehörige Unvoreingenommenheit entstammen dem 19. Jahrhundert. Neue Sachlichkeit wurde als Bezeichnung für eine Stilrichtung in der Malerei, Literatur und Architektur in den 1920er Jahren geprägt.

## Sonstiges
Hinzu kommen zahlreiche weitere Zusammensetzungen wie Sachlage, Sachverhalt, Sachverständiger, Ansichtssache, Haupt- und Nebensache, Sachbezogenheit.